# Cheyenne Rosenthal
Cheyenne Rosenthal, née le 23 juillet 2000 à Brilon (Rhénanie-du-Nord-Westphalie), est une lugeuse allemande.

## Carrière

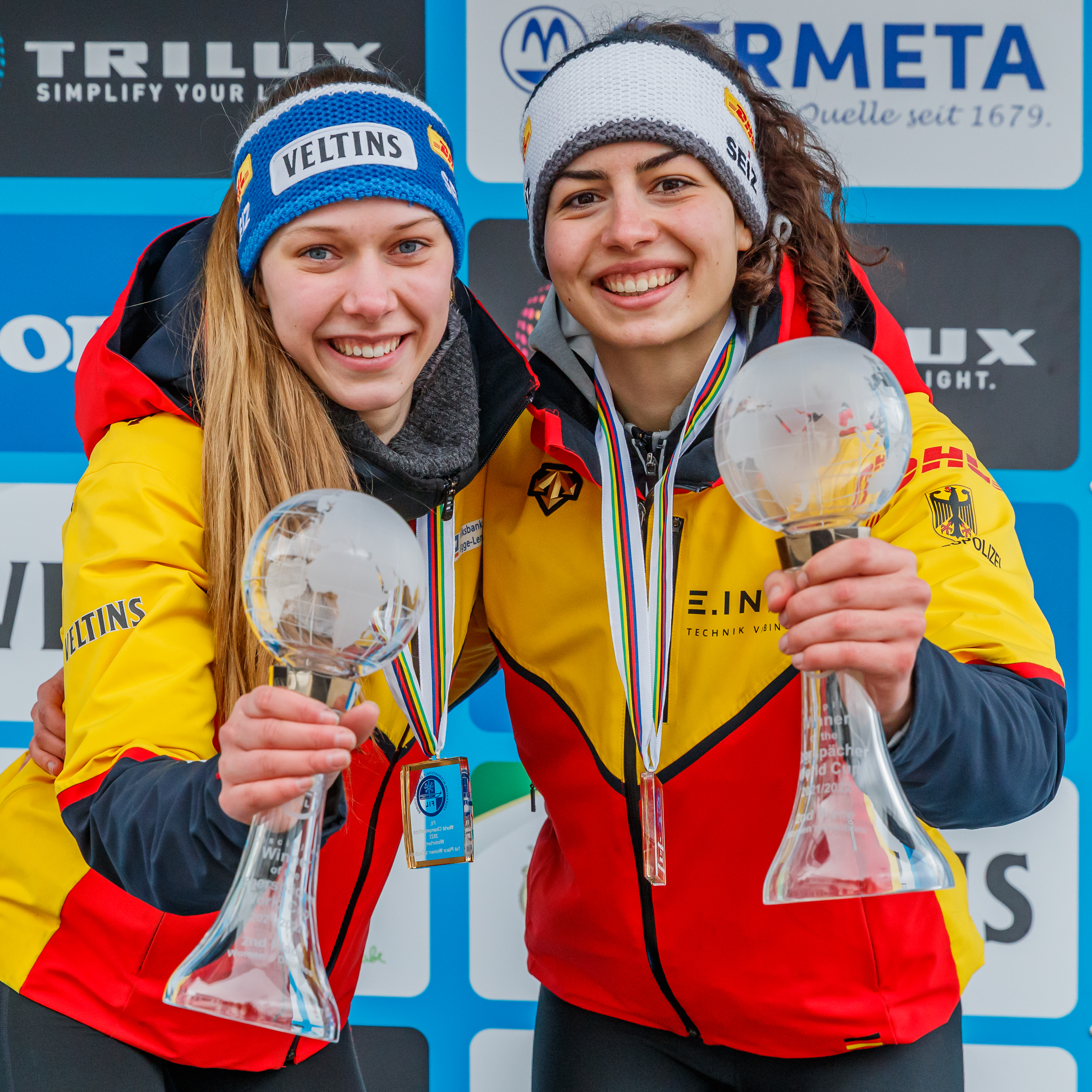
Rosenthal et Degenhardt lors des championnats du monde 2022

Elle est championne du monde junior 2019 en simple après avoir été championne d'Europe junior en 2018.
Elle fait ses débuts en Coupe du monde sénior lors de la saison 2019/20 à la suite du retrait de Tatjana Hüfner et les pauses pour grossesse de Natalie Geisenberger et Dajana Eitberger. Elle atteindra son premier podium en Coupe du monde lors de la course de sprint au Whistler Sliding Centre en terminant à la troisième place. Rosenthal a pu confirmer sa forme et s'imposer parmi les leaders mondiaux. Elle confirme ce statut aux Championnats du monde 2020 sur la piste olympique de Sotchi, en Russie, où elle termine dixième dans la course de sprint et huitième dans la course monoplace, remportant la médaille d'argent dans l'épreuve U23 derrière sa coéquipière Anna Berreiter. Rosenthal atteint la dixième place au classement général de la Coupe du monde.
Pour la saison 2020/21, avec le retour en compétition de Geisenberger et Eitberger, Rosenthal est préférée à Berreiter pour intégrer l'équipe allemande. présente dans le top 10 lors des trois premières manches, l'entraineur Norbert Loch préfère aligner Berreiter sur les quatre courses suivantes et ne parvient pas alors à se qualifier pour les championnats du monde 2021. Elle prend toutefois le départ pour la finale de la Coupe du monde à Saint-Moritz, où elle réalise son meilleur résultat de la saison avec la cinquième place. Elle termine finalement quinzième au classement général 2020/2021 avec 266 points.
La concurrence étant rude, elle n'intègre pas la sélection pour participer aux Jeux olympiques d'hiver de 2022 et choisi alors de se tourner vers la luge double féminin en s'associant à Jessica Degenhardt ; en effet, l'épreuve du double féminin est intégré au calendrier sportif de la coupe du monde junior de la saison 2021-2022 et le duo remporte les premières courses. Elle remporte également le premier titre de championnes du monde de double lors des Championnats du monde spécifique 2022 à Winterberg.
Aux Championnats d'Allemagne à Oberhof au début de la saison 2022/23 suivante, elle remporte la médaille de bronze en monoplace en plus du titre qu'elle a remporté avec Jessica Degenhardt en biplace, mais elle n'a toujours pas pu pour se qualifier pour l'équipe monoplace de la Coupe du monde. Avec Jessica Degenhardt, elle participe à la Coupe du monde double, qui a eu lieu pour la première fois en 2022/23 dans le cadre de la série senior : à l'exception de deux courses de sprint, le duo Rosenthal/Degenhardt n'a obtenu que des podiums dont deux victoires à Winterberg et à Saint-Moritz. Au classement général de la Coupe du monde, le double Rosenthal/Degenhardt a pris la troisième place. Point culminant de la saison, les Championnats du monde 2023 à Oberhof, Cheyenne Rosenthal et Jessica Degenhardt remporte le titre en double et double sprint.

## Palmarès

### Championnats du monde de luge
- : Médaille d'or en double féminin en 2022 et 2023.
- : Médaille d'or en double sprint féminin en 2023.
- : Médaille d'or par équipe en 2025.
- : Médaille d'argent en double féminin en 2025.
- : Médaille de bronze en double mixte en 2025.

### Coupe du monde
- 1 petit globe de cristal en double : 
  - Vainqueur du classement classique en 2024.
- 1 podium individuel : 
  - en sprint : 1 troisième place.
- 29 podiums en double : 
  - en simple : 13 victoires, 11 deuxièmes places et 4 troisièmes places.
  - en sprint :  1 troisième place.
- 2 podiums en double mixte : 2 victoires.
- 10 podiums en relais : 5 victoires et 5 deuxièmes places.

### Championnats d'Europe de luge
- : Médaille d'or en double féminin en 2024.
- : Médaille de bronze en double féminin en 2023.